# Tynt Meadow
La Tynt Meadow est une bière trappiste, brassée par la communauté de l'abbaye du Mount Saint Bernard établie à Coalville  dans le comté de Leicester au centre de l'Angleterre.  Le 17 septembre 2018, elle a reçu l'autorisation de porter le logo Authentic Trappist Product.
C'est une des quatorzemarques de bières trappistes dans le monde — dont douze portent le logo Authentic trappist product présent sur l'étiquette — et la seule bière trappiste anglaise.

## Histoire
L'abbaye a été fondée en 1835 et une activité de brassage a existé au cours du XIXe siècle avant d'être abandonnée. Depuis 2016, des travaux ont été effectués ces deux dernières années en vue d'installer une brasserie artisanale comprenant le brassage, l'embouteillage et l'emballage. 

## Variété
Il n'existe qu"une seule variété de Tynt Meadow. La bière titrant 7,4 % en volume d'alcool présente une robe acajou et des arômes de chocolat noir et de réglisse.